# Алтаев, Алдияр Нурланулы
Алдияр Нурланулы Алтаев (каз. Алдияр Нұрланұлы Алтаев; род. 30 ноября 2006, Казахстан) — казахстанский футболист, нападающий клуба «Тобол» Костанай.

## Карьера
Футбольную карьеру начинал в 2023 году в составе клуба «Астана М» в первой лиге. 22 сентября 2023 года в матче против клуба «Акжайык» (0:5) дебютировал в первой лиге Казахстана. 10 апреля 2024 года в матче против клуба «Алтай М» (1:1) дебютировал во второй лиге Казахстана, выйдя на замену на 89-й минуте вместо Нурадила Серикова.
1 апреля 2025 года подпимал контракт с клубом «Тобол» Костанай. 27 апреля 2025 года в матче против клуба «Кайрат» дебютировал в казахстанской Премьер-лиге (1:2), выйдя на замену на 89-й минуте вместо Наурызбека Жагорова.

## Статистика
| Клуб             | Сезон            | Лига | Лига | Кубки | Кубки | Еврокубки | Еврокубки | Итого | Итого |
| Клуб             | Сезон            | Игры | Голы | Игры  | Голы  | Игры      | Голы      | Игры  | Голы  |
| Астана           |                  |      |      |       |       |           |           |       |       |
| ---------------- | ---------------- | ---- | ---- | ----- | ----- | --------- | --------- | ----- | ----- |
| → Астана М       | 2023             | 2    | 0    | —     | —     | —         | —         | 2     | 0     |
| → Астана М       | 2024             | 20   | 0    | —     | —     | —         | —         | 20    | 0     |
| → Астана М       | Итого            | 22   | 0    | —     | —     | —         | —         | 22    | 0     |
| Тобол            | 2025             | 1    | 0    | —     | —     | —         | —         | 1     | 0     |
| Тобол            | Итого            | 1    | 0    | —     | —     | —         | —         | 1     | 0     |
| → Тобол М        | 2025             | 8    | 7    | —     | —     | —         | —         | 8     | 7     |
| → Тобол М        | Итого            | 8    | 7    | —     | —     | —         | —         | 8     | 7     |
| Всего за карьеру | Всего за карьеру | 31   | 7    | —     | —     | —         | —         | 31    | 7     |